# Chilodes cinerea
Chilodes cinerea là một loài bướm đêm trong họ Noctuidae.